# Watazumi Doso
Pour les articles homonymes, voir Doso.
Watazumi Doso Roshi (海童道祖, わたづみ　どうそ, Watazumi Dōso) (20 novembre 1911 - 14 décembre 1992) est un maître de la flûte longitudinale japonaise en bambou. 

## Biographie
Watazumi Doso a étudié le zen rinzai et obtenu le titre de rōshi. 
Né sous le nom de Tanaka Masaru, il est également connu sous les noms de Tanaka Fumon, Iccho Fumon, Watazumi Fumon et Watazumi Shuso. 
Watazumi a joué des instruments inexploités qu'il a qualifiés de hocchiku, contrairement au shakuhachi moderne, soulignant que pour bien comprendre la nature et soi-même, il fallait utiliser un instrument d'origine la plus brute et naturelle. De là, il a développé ce qu'il a appelé Watazumido (ou "Voie de Watazumi"). 
En plus du hocchiku, Watazumi a utilisé le bâton de jo pour l'exercice, la stimulation et la formation.

## Voir également
- Bouddhisme au Japon
- Yokoyama Katsuya (célèbre élève de Watazumi Doso Roshi)
- Fuke Zen
- Le Sacrifice : un film suédois (1986) réalisé par Andreï Tarkovski.

## Œuvre
- The Mysterious Sounds of the Japanese Bamboo Flute, Everest Records 3289
  - The Art of the Japanese Bamboo Flute. Album. Legacy International - CD 306. (Reissue of Everest 3289)[1]
- Sokoinrancho. Album. Philips - PH-7503. 1970[2].
- Rinbo Yondai. Album. Philips - PH-7520. 1974[3].
- Le Sacrifice.  Film soundtrack.  1986.
- Sukiyaki and Chips: The Japanese Sounds of Music.  Produced and directed by Jeremy Marre.  A Harcourt Films production for Channel Four.